# ناجي الخشناوي
ناجي الخشناوي (ولد في 22 نوفمبر 1975 بسبيبة بتونس) هو كاتب وشاعر و صحفي تونسي مقيم في باريس. عمل رئيس تحرير مجلة الحياة الثقافية وهي مجلة ثقافية شهرية تصدرها وزارة الشؤون الثقافية التونسية. شغل سابقا منصب أمين تحرير جريدة الشعب.

## الدراسة
تحصل ناجي الخشناوي على الأستاذية في اللغة والآداب العربية من كلية الآداب والعلوم الإنسانية بمنوبة.

## محاكمته
تمت جلسة استماع لناجي الخشناوي في 10 يوليو 2011 على إثر شكاية تقدم بها رجل الأعمال التونسي ناجي المهيري. وقد كتب الخشناوي في 22 جانفي 2011 مقالا في جريدة الشعب عنوانه “من سيحاكم نُسخ بن علي” وبدأ الخشناوي في سرد عدد من الأسماء التي تورطت في عهد الرئيس السابق زين العابدين بن علي انطلاقا من علي السرياطي مدير الأمن الرئاسي السابق مرورا بالدوّاس قريب الرئيس المخلوع والمدير السابق للمصالح العدلية لوزارة العدل و عبد الوهاب عبد الله و عبد العزيز بن ضياء ورافع دخيل وسيدة العقربي وصولا إلى رجال الأعمال مثل ناجي المهيري والهادي الجيلاني وعزيز ميلاد وغيرهم من الذين تورطوا مع النظام السابق، ويرى الخشناوي في مقاله أنّ يجب أن تصدر في حقهم بطاقات جلب سواء داخل تونس ودوليّا ويتمّ التحفّظ عليهم ثمّ تتم محاكمتهم محاكمة علنيّة من قبل هيئة قضائية مستقلّة.

## الحياة الشخصية
متزوج من يسرى فراوس الشاعرة والمحامية ورئيسة الجمعية التونسية للنساء الديمقراطيات.

## أعماله
- خطوة القطّ الأسود، 2009
- بطارخ ثورية مجففة (قصص)
- صلصال أمريكي (قصص)
- في حضرة الرواة: مقالات في النقد الأدبي، تقديم: أم الزين بن شيخة، دار الكتاب، تونس
- في حضرة الراويات، مقالات في النقد الأدبي، تقديم: شكري المبخوت، دار الكتاب، تونس
- الحداثة و الحرية، الحبيب الجنحاني، أجرى الحوار ناجي الخشناوي

## وصلات خارجية
- مدونة ناجي الخشناوي